# Aboutig
Aboutig (Pashenâ, Pȝšnˁ en ancien égyptien) est une ancienne cité du 10e nome de Haute-Égypte, le nome du Cobra. La ville est située à 350 kilomètres au sud du Caire, à vingt kilomètres d'Assiout.

## Histoire
| G40 | E23 · D36 | O1 · O49 |

| G40 | E23 · D36 | O1 · O49 |

Aboutig est une ville ancienne qui se distingue par son archéologie des temps antiques, dont un obélisque avec une représentation de la reine Hatchepsout. La ville était un important lieu de culte d'Hathor. Son nom antique Pashenâ (Pȝšnˁ) signifie « Le magasin ». Les Grecs, lors de la période ptolémaïque, lui ont donné le nom d'Apothéke (grec ancien : Ἀποθήκη), d'où viennent les noms copte Apothēkē (copte : Ⲁⲡⲟⲑⲏⲕⲏ) et arabe Aboutig, (arabe : أبو تيج).